# Кильстрём, Мария Кристина
Мария Кристина Кильстрём (швед. Maria Kristina Kiellström; 15 июня 1744—20 января 1798), также известная как Мая Стина (швед. Maja Stina) — шведская прядильщица шёлка и предполагаемая проститутка.
Она вдохновила поэта и музыканта Карла Микаэля Бельмана на создание образа главной героини его «Посланий Фредмана» (швед. Fredmans epistlar, проститутки полусвета или «нимфы» рококо Уллы Винблад.

## Биография
Кильстрём родилась в бедной семье в тогдашнем бедном районе Стокгольма Ладугордсландет. Её мать умерла, когда ей было пять лет. Её отец, Йохан Кильстрём, первоначально служил в артиллерии, но был вынужден уволиться из армии из-за эпилепсии и работал дворником. Он снова женился на женщине по имени Катарина Элисабет Винблад, и Мая Стина иногда использовала имя своей мачехи Винблад («виноградный лист» со шведского).
С 14 лет Кильстрём содержала себя сама. Её первой работой была место домашней прислуги, но в 1763 году она была занесена в список шелкопрядов. В 1760-х годах она познакомилась с поэтом и музыкантом Карлом Микаэлем Бельманом, и они, что известно, обедали и танцевали друг с другом. В 1765 году она родила дочь, которая умерла через восемь дней. Отцом ребёнка был полковник Вильгельм Шмидт, шведский дворянин на русской службе, который обещал жениться на ней, но бросил её и уехал в Российскую империю.
В течение этих лет Кильстрём якобы была проституткой. Историки, однако, не нашли ничего, что могло бы подтвердить это утверждение. По словам Августа Гюнтера, нет никаких записей о том, что она когда-либо работала в таверне. В одном случае домовладелец заподозрил её в безнравственном образе жизни, но другие отзывались о ней, как об аккуратной и послушной работнице. Известно, что Кильстрём регулярно причащалась в церкви, чего ей, вероятно, не разрешили бы делать, если бы она была проституткой. Кроме того, её никогда не сажали в тюрьму Лонгхольмен за проституцию. Согласно историческим записям, она была арестована только один раз, и причиной тому была не проституция. В 1767 году Кильстрём была задержана за ношение шёлка, который обычно был запрещён для простолюдинов и рабочих в соответствии с законами о роскоши того времени. Она была освобождена после того, как доказала, что она была шелкопрядом и поэтому по закону имела право носить шёлк, несмотря на то, что была простолюдинкой.
В 1772 году она вышла замуж за Эрика Нордстрёма, друга детства Бельмана, которому тот помог получить должность на таможне в Норрчёпинге. Человек по имени Нордстрём также появляется в «Посланиях Фредмана» Бельмана. Сам Бельман имел формальную должность в таможенной службе. Брак был несчастливым, так как Нордстрём плохо обращался с ней. Она овдовела в 1781 году, когда вернулась в Стокгольм, а в 1786 году, когда ей было уже за 40 лет, вышла замуж за Эрика Линдстола, который был на 11 лет моложе её. В то время её описывали как очень хорошо сохранившуюся красавицу.

## As Ulla Winblad
Кильстрём вдохновила Карла Микаэля Бельмана на создание своего персонажа, проститутки, «бар-нимфы» полусвета и куртизанки Уллы Винблад («Улла-виноградный лист»), которая появляется во многих песнях «Посланий Фредмана». Так песня № 71 начинается следующим образом:
Ulla, min Ulla, säj, får jag dig bjuda
rödaste smultron i mjölk och vin,…
Улла, моя Улла, скажи, могу ли я предложить тебе
Самую красную клубнику в молоке и вине…
По некоторым сведениям, и Кильстрём, и её муж чувствовали себя преследуемыми из-за того, что Бельман изображал её в своих произведениях, и она подвергалась унижениям из-за его песен, героиней которых служило её альтер эго. Кроме того, был случай, когда одна женщина, носившая христианское имя «Улла» обнаружила следующий ответ в стокгольмской газете на своё объявление в 1790-х годах от одного из своих поклонников: «Как вы можете ожидать, что я женюсь на вас, когда вы носите такое имя?»